# Kharq
Kharq (persiska: خرق) är en ort i Iran.   Den ligger i provinsen Khorasan, i den nordöstra delen av landet, 700 km öster om huvudstaden Teheran. Kharq ligger 1 090 meter över havet och antalet invånare är 260.
Terrängen runt Kharq är platt söderut, men norrut är den kuperad.Runt Kharq är det ganska tätbefolkat, med 185 invånare per kvadratkilometer. Närmaste större samhälle är Gajvān, 7,6 km nordväst om Kharq. Omgivningarna runt Kharq är i huvudsak ett öppet busklandskap.